# Котельниково
Коте́льниково — город в России, административный центр Котельниковского района Волгоградской области. Расположен в 190 км к юго-западу от Волгограда, на реке Аксай Курмоярский. Железнодорожная станция Котельниково Приволжской железной дороги на линии Волгоград — Сальск. Население — 22 016 чел. (2021).

## География и климат
Котельниково — самый южный город Волгоградской области. Находится в степной местности, на левом берегу Аксая Курмоярского при впадении в него реки Нагольная. Город Котельниково построен на склоне северной экспозиции Доно-Сальской гряды, в отличие от южной части одноимённого района области, расположенного на южном склоне той же гряды, за счёт этого в Котельниково не редко прохладнее, чем в южной части Котельниковского района за счёт чего на юго-востоке района климат несколько теплее и зимой и весной немножко влажнее чем в самом Котельниково зона морозостойкости, со сноской конечно на резко континентальный степной климат, в городе Котельниково 6А, но к югу от города она переходит в зону морозостойкости 6В. В таблице приведены усредненные сведения температур и за 1983 — 2021 годы периода наблюдения. Наиболее южная точка Котельниковского района в среднем теплее в период с середины октября по середину апреля на 0,5 градуса чем само Котельниково и на 0,3 градуса с середины апреля по середину октября, по осадкам, самый юг Котельниковского чуть влажнее самого Котельниково в среднем значении с ноября по май включительно и суше метеостанции Котельниково с июня по октябрь включительно. Самая южная точка Котельниковского района расположена на 100 км юго-восточнее самого райцентра с южной стороны Доно-Сальской гряды на низменной равнине, но не в "холодном кармане", в отличие от Котельниково. За счёт этих географических факторов климат самой южной точке района несколько теплее и суше в период с июня по октябрь в среднем, нежели сам райцентр и среднегодовая в среднем значении в самой южной точки Котельниковского района будет примерно на 0,4 — 0,45 градуса теплее чем в самом Котельниково. И средняя температура июля метеостанция Котельниково, на юге Волгоградской области за период 2007-2024 годы составила +25,5 по климат норме ХIХ - XX веков она составляла +24 градуса, немного потеплела.
| Показатель                                                                | Янв. | Фев. | Март | Апр. | Май  | Июнь | Июль | Авг. | Сен. | Окт. | Нояб. | Дек. | Год   |
| ------------------------------------------------------------------------- | ---- | ---- | ---- | ---- | ---- | ---- | ---- | ---- | ---- | ---- | ----- | ---- | ----- |
| Средний суточный максимум, °C                                             | −1,1 | 0,5  | 7,0  | 15,3 | 22,6 | 27,5 | 30,5 | 30,2 | 22,9 | 14,2 | 5,8   | 1,0  | 15,45 |
| Средняя температура, °C                                                   | −3,7 | −2,6 | 2,8  | 10,7 | 17,4 | 22,7 | 25,7 | 25,0 | 18,1 | 10,3 | 3,1   | −1,1 | 10,7  |
| Средний суточный минимум, °C                                              | −6,2 | −5,9 | −1,5 | 4,7  | 11,7 | 16,9 | 19,9 | 19,2 | 13,2 | 6,4  | 0,3   | −3,5 | 8,7   |
| Норма осадков, мм                                                         | 44   | 34   | 44   | 38   | 48   | 43   | 38   | 28   | 38   | 41   | 36    | 45   | 385   |
| Источник: http://fr.climate-data.org/location/34337/ CLIMAT: KOTELNIKOVO] |      |      |      |      |      |      |      |      |      |      |       |      |       |

## История
Возник в 1897 году как посёлок при одноимённой железнодорожной станции (станция, в свою очередь, получила название по ближайшему хутору, первопоселенцем которого был Котельников). Некоторое время посёлок назывался Николаевский, однако это название не прижилось, и уже вскоре он назывался так же, как и станция.
В годы Гражданской войны в районе Котельниково произошли события, оказавшие большое влияние на исход войны[какие?]. Восстание казачества 16 июня 1918 года. Реорганизация управления Котельниковским гарнизоном в условиях разгоравшейся гражданской войны. Формирование Котельниковской Социалистической дивизии. Наступление Котельниковской группы войск 22 августа 1918 года на белые части генерала Мамантова для предотвращения форсирования Дона белой армией. Срыв планов выхода на оперативный простор белой армии, при подготовке атаки на город Царицын. Степной поход 25-километрового обоза с хлебом, фуражом, оборудованием депо через белые войска к Царицыну.
Постановлением Президиума ВЦИК от 08 апреля 1929 года станица Котельниковская Котельниковского района Нижне-Волжского края была преобразована в рабочий посёлок Котельниковский.
В годы Великой Отечественной войны посёлок был   оккупирован. На аэродроме в Котельниково базировалась, среди прочего, «Белая эскадрилья» — легендарная румынская эскадрилья санитарной авиации. В ноябре 1942 года, во время Сталинградской битвы, в районе станции Котельниково была сосредоточена крупная группировка вермахта — армейская группа «Гот», находившаяся в составе группы армий «Дон» под командованием генерал-фельдмаршала Манштейна. Перед группировкой ставилась задача деблокады окружённых в районе Сталинграда немецких войск; 12 декабря группа «Гот» перешла в наступление, которое благодаря успешной обороне советских войск к 23 декабря приостановилось; вскоре советские войска начали контрнаступление, в результате которого армейская группа «Гот» была почти полностью разгромлена; 29 декабря советские войска освободили посёлок и железнодорожную станцию Котельниково.
Указом Президиума Верховного Совета РСФСР от 13 июля 1955 года рабочий посёлок Котельниковский был преобразован в город районного подчинения с присвоением наименования — город Котельниково. В самом городе и районе сохранились двухэтажные казачьи курени.
29 июля 2024 года недалеко от города на железнодорожном переезде "Котельниково - Гремячая" произошло крупное ДТП, которое привело к крушению поезда.

## Население
| 1931    | 1959    | 1967    | 1970    | 1979    | 1989    | 1992    | 1996    | 1998    |
| ------- | ------- | ------- | ------- | ------- | ------- | ------- | ------- | ------- |
| 7700    | ↗17 605 | ↗19 000 | ↗19 063 | ↗20 171 | ↗20 328 | ↘20 300 | ↗20 800 | →20 800 |
| 2000    | 2001    | 2002    | 2003    | 2005    | 2006    | 2007    | 2008    | 2009    |
| →20 800 | →20 800 | ↘19 656 | ↗19 700 | →19 700 | →19 700 | →19 700 | ↘19 600 | ↘19 455 |
| 2010    | 2011    | 2012    | 2013    | 2014    | 2015    | 2016    | 2017    | 2018    |
| ↗20 428 | ↘20 400 | ↗20 595 | ↘20 420 | ↗20 458 | ↗20 489 | ↘20 384 | ↘20 381 | ↘20 172 |
| 2019    | 2020    | 2021    |         |         |         |         |         |         |
| ↗20 195 | ↗20 382 | ↗22 016 |         |         |         |         |         |         |

На 1 января 2024 года по численности населения город находился на 610-м месте из 1119 городов Российской Федерации.

## Социальная инфраструктура

#### Медицина
ГБУЗ "Котельниковская Центральная районная больница" В своей структуре имеет стационар, поликлинику для взрослых и детскую поликлинику.

#### Образование
Среднее профессиональное образование
- АНПОО "Котельниковский Колледж Бизнеса"
- ГБПОУ "Профессиональное Училище № 45"

Среднее общее образование
- Средняя школа № 1
- Средняя школа № 2
- Средняя школа № 3
- Средняя школа № 4
- Средняя школа № 5

Дошкольное образование:
- детский сад общеразвивающего вида № 1 «Красная Шапочка»
- детский сад № 2 «Чебурашка»
- детский сад № 3 «Колокольчик»
- детский сад № 4 «Алёнушка»
- детский сад общеразвивающего вида № 5 «Солнышко»
- детский сад № 6 «Радуга»
- детский сад общеразвивающего вида № 8 «Ягодка»
- детский сад № 9 «Светлячок»
- детский сад № 10 "Сказка"

Дополнительное образование
- Детско-юношеская спортивная школа г. Котельниково
- Детский экологический центр г. Котельниково
- Центр детского творчества Котельниковского муниципального района Волгоградской области
- Детская школа искусств им Ю.А.Гагарина Котельниковского муниципального района

#### Культура[26]
- МБУК "Дом Культуры"
- Межпоселенческая центральная библиотека
- Историко-краеведческий музей
- Центр досуга и кино

#### Спорт[26]
- Конно-спортивный клуб «Казачья воля»
- Спортивно-оздоровительный центр «Локомотив»

## Экономика
Большую часть экономики города составляют торговля продуктами сельскохозяйственного производства, одеждой, производство и продажа стройматериалов, электрохозтоваров. Для реализации продукции на территории города расположены и обустроены МУП «Колхозный рынок», рынок «Саланг», несколько десятков павильонов.
Вблизи города, в Котельниковском районе в 2004 году было обнаружено крупное месторождение калийных солей. В 2008 году российская химическая компания «Еврохим», выигравшая конкурс на право разработки месторождения, начала строительство Гремячинского горно-обогатительного комбината.

## Достопримечательности

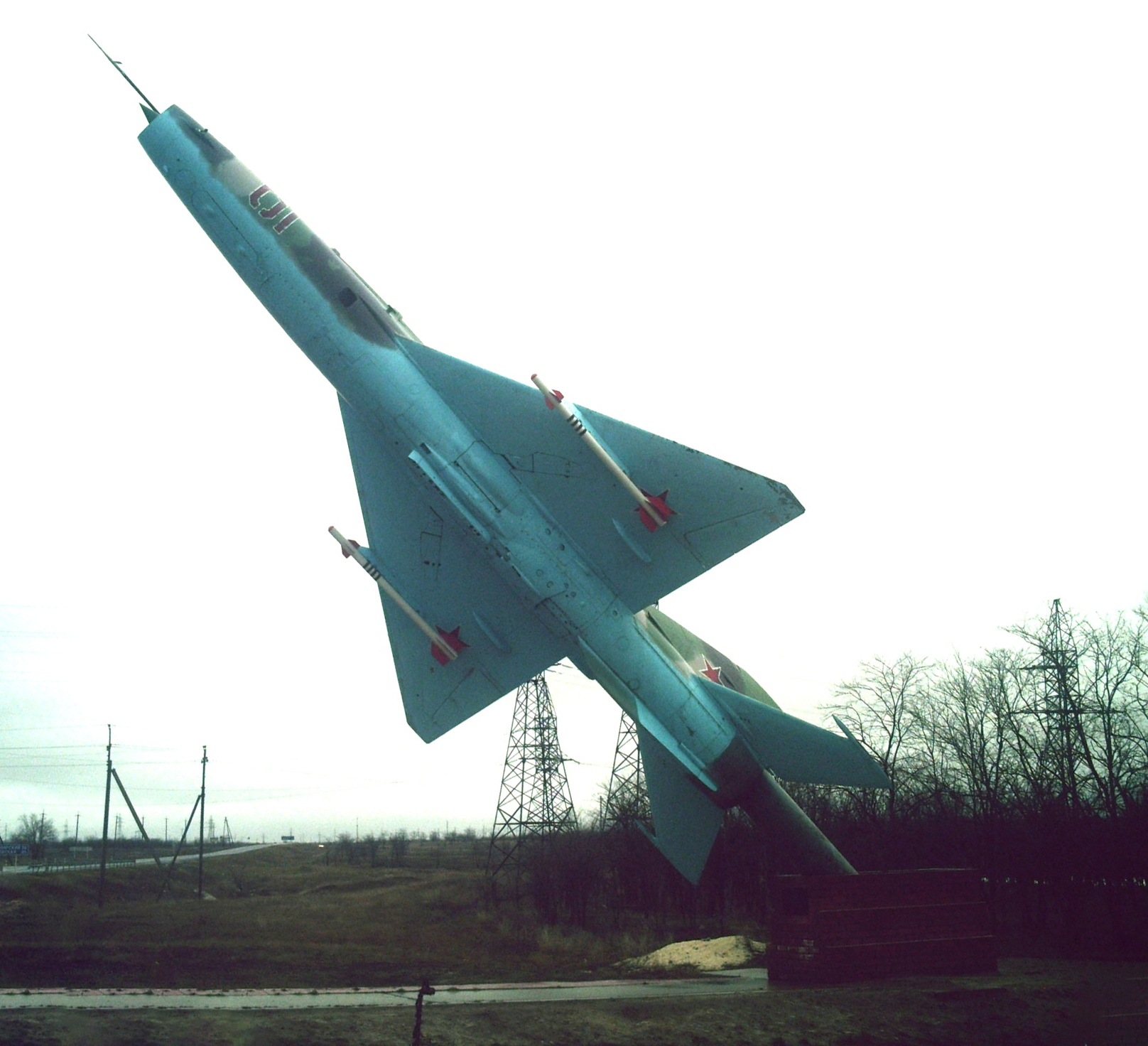
Памятник Качинцам

- МиГ-21 на постаменте как памятник филиалу Качинской авиашколы, существовавшей в Котельниково до 1998 года;
- памятник герою Великой Отечественной войны Михаилу Баранову в центре города;
- мемориал, посвящённый воинам, погибшим в горячих точках (южная часть города Котельниково, около федеральной трассы Волгоград—Ростов);
- парк Победы, заложен в 2010 году (восточная часть города);
- памятник-паровоз, посвящённый котельниковским железнодорожникам (около железнодорожного вокзала и Центрального парка культуры и отдыха), открыт в 2009 году.
- мемориальная плита имени Павла Алексеевича Ротмистрова (центр, ул. Ротмистрова)